# Patinoire de Malley 2.0
Das Patinoire de Malley 2.0 (deutsch Eisstadion Malley 2.0, kurz Malley 2.0) ist ein temporäres Eisstadion in Prilly, einem Vorort der politischen Gemeinde Lausanne im Schweizer Kanton Waadt. Bis zur Fertigstellung der Vaudoise aréna war es das Heimstadion des Lausanne HC aus der National League.

## Geschichte
Mit der Bekanntgabe, dass mit der Vaudoise aréna ein neues Eisstadion entstehen soll, wurde das Patinoire de Malley, welches die Heimspielstätte des Lausanne HC war, abgerissen. Bis zur Fertigstellung des neuen Eisstadions trug der Club seine Trainingseinheiten und Heimspiele in den Spielzeiten 2017/18 und 2018/19 in der temporären Eishalle namens Malley 2.0 aus. Diese wurde in nur sieben Monaten errichtet. Der Bau ist 96 Meter lang, 66 Meter breit, 17 Meter hoch und kostete 10,6 Mio. CHF. Auf den Rängen finden 6700 Zuschauer Platz. Für den Bau war die Nüssli Gruppe verantwortlich. Sie baute schon die Lena-Arena, das Ausweichstadion von Fortuna Düsseldorf während des Eurovision Song Contest 2011.
Während den Olympischen Jugend-Winterspielen 2020 finden in der Arena die Wettkämpfe im Eiskunstlauf und im Shorttrack statt. Nach den Spielen soll die Arena in Villars-sur-Ollon wiederaufgebaut werden.